# Chongqing World Financial Center

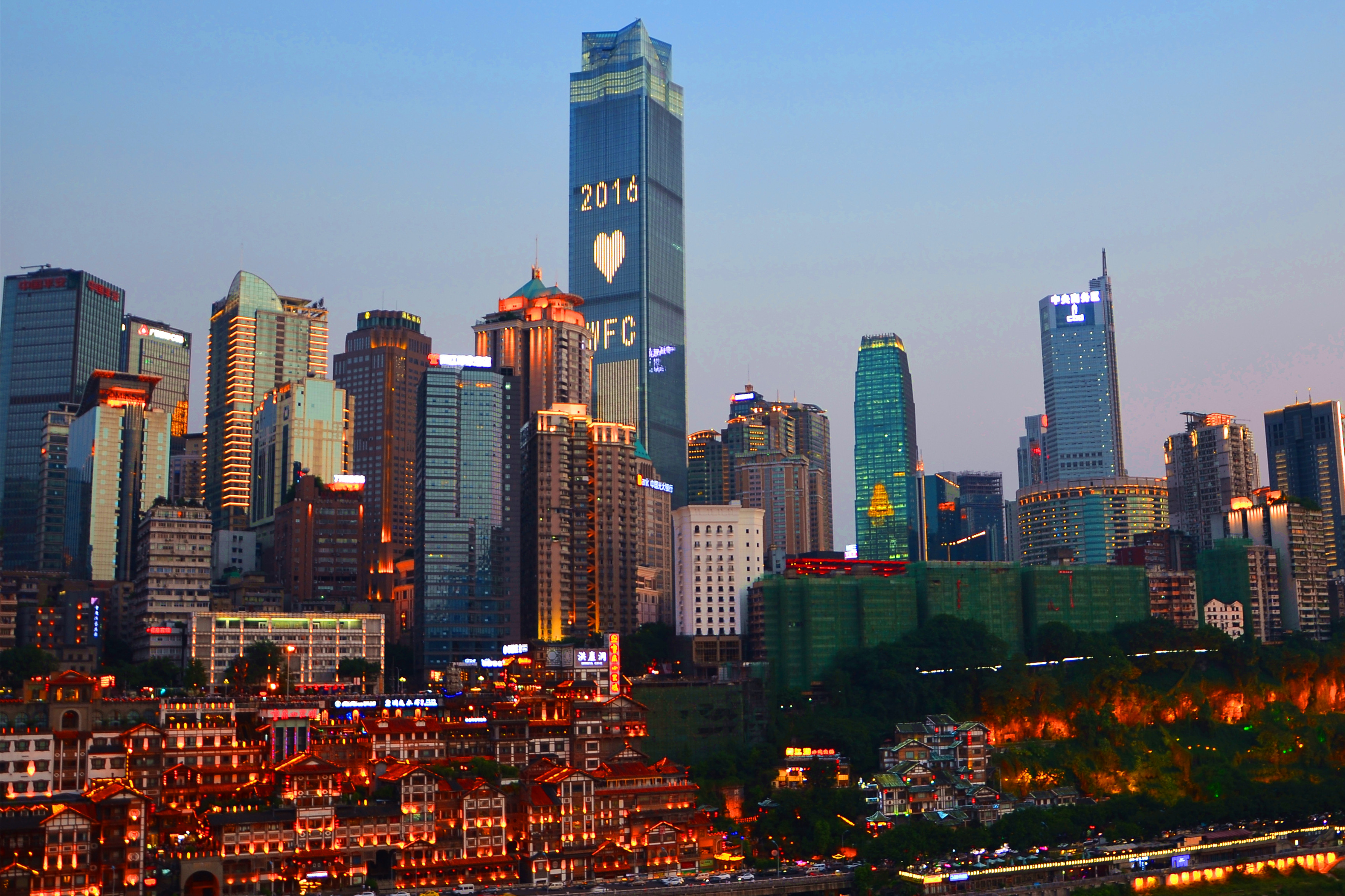
Al centro dell'immagine Chongqing World Financial Center

Il Chongqing World Financial Center (in italiano Centro finanziario mondiale Chongqing; in cinese 环球金融中心; in cinese tradizionale 環球金融中心) è un grattacielo della città Chongqing di 339 metri e 79 piani.